# Charmaine Weavers
Charmaine Gale-Weavers (née le 27 février 1964 à Estcourt) est une athlète sud-africaine, spécialiste du saut en hauteur. 

## Biographie
Médaillée d'argent lors des Championnats d'Afrique 1992, elle remporte le titre de l'édition suivante, à Durban, avec un saut à 1,90 m. 
Elle remporte la médaille d'argent lors des Jeux du Commonwealth de 1994 et termine, cette même année, deuxième de la Coupe du monde des nations.
Son record personnel, établi le 25 mars 1985 à Pretoria, est de 2,00 m.
Elle est l'actuelle détentrice de la meilleure performance cadet de tous les temps, réalisé en 1981, en compagnie de Olga Turchak (1984), Eleanor Patterson (2013), Vashti Cunningham (2015) et Yaroslava Mahuchikh (2018), avec la marque de 1,96 m.

### Palmarès
| Date | Compétition                | Lieu             | Résultat | Performance |
| ---- | -------------------------- | ---------------- | -------- | ----------- |
| 1992 | Championnats d'Afrique     | Belle Vue Maurel | 2e       | 1,92 m      |
| 1993 | Championnats d'Afrique     | Durban           | 1re      | 1,90 m      |
| 1994 | Jeux du Commonwealth       | Victoria         | 2e       | 1,94 m      |
| 1994 | Coupe du monde des nations | Londres          | 2e       | 1,91 m      |

### Records
| Épreuve         | Performance | Lieu     | Date         |
| --------------- | ----------- | -------- | ------------ |
| Saut en hauteur | 2,00 m      | Pretoria | 25 mars 1985 |